# Stylocidaris affinis
Stylocidaris affinis (Philippi, 1845), conosciuto comunemente come riccio matita, è un echinoderma della famiglia Cidaridae.

## Descrizione
Aculei molto evidenti, spessi, ben distanziati, lunghi quanto il diametro del corpo, di colore da giallo a rosso, che può raggiungere i 5 centimetri.

## Biologia
Si nutre di briozoi, molluschi, foraminiferi.

## Distribuzione e habitat
Mar Mediterraneo e Oceano Atlantico, su fondali coralligeni o detritici, da circa 30 metri di profondità (fatta eccezione per alcune località, come Pantelleria, Vulcano o nelle grotte di Alghero, dove si trova talvolta anche a livelli superficiali) fino a 1000 metri. È possibile rinvenire i ricci lungo le banchine dei porti, in seguito alla ripulitura delle reti in cui rimangono spesso impigliati.